# Melchor Pacheco y Obes
Melchor Pacheco y Obes (Buenos Aires, Virreinato del Río de la Plata, 20 de enero de 1809 - Buenos Aires, Argentina, 21 de mayo de 1855) militar y político con destacada actividad en el actual Uruguay. Integró el Partido Colorado y fue uno de los hombres fundamentales del Gobierno de la Defensa en Montevideo, durante la Guerra Grande.

## Biografía
Era hijo del capitán de blandengues Jorge Pacheco y de Dionisia Obes y Álvarez.
Se educó entre Buenos Aires y Río de Janeiro, donde vivió un tiempo con su tío Lucas Jorge Obes. Al iniciarse la Cruzada Libertadora en 1825 – revuelta contra la dominación brasileña en la Provincia Oriental – el joven Melchor, con 16 años, se incorporó en Mercedes a las tropas rebeldes de Julián Laguna, quien lo nombró su secretario. Hizo la guerra contra Brasil y participó en la decisiva batalla de Ituzaingó (febrero de 1827).
Regresó después a Buenos Aires, pero al poco tiempo se instaló de manera permanente en Montevideo. Pese a su amistad con Juan Antonio Lavalleja, no lo acompañó en su aventura revolucionaria de 1832 contra la presidencia de Fructuoso Rivera y lo combatió bajo las órdenes de José María Raña. Se mantuvo al margen de la sublevación de Rivera contra el presidente Manuel Oribe en 1836-1838.

## Vida en la Guerra Grande
Pero cuando Rivera – proclamado presidente por segunda vez – en febrero de 1839 declaró la guerra al gobierno de Buenos Aires, Pacheco se enroló en las fuerzas que comandaba Rufino Bauzá. Iniciada entonces la Guerra Grande (1839-1851), ascendió rápidamente merced a su cultura superior y a sus dotes de mando, y alcanzó en 1841 el grado de teniente coronel. Rivera, quien le tenía en ese momento gran aprecio, lo designó segundo jefe político de Soriano. Después de la batalla de Arroyo Grande (diciembre de 1842) dejó el cargo y se incorporó al ejército de Rivera, que regresaba en derrota; el presidente lo hizo ministro de Guerra y de Marina, sitiada por Oribe desde 1842, comenzó a labrarse su legendario prelitigio. Se reveló como un organizador extraordinario: mantuvo en Montevideo al general José María Paz, a quien designó comandante general de Armas; reorganizó los cuerpos militares, se encargó de la reconstrucción y extensión de las fortificaciones y se convirtió en el impulsor de la resistencia. Participio en las Batalla del Cerro y la Batalla del Pantanoso y su prestigio creció de manera espectacular, ayudado sin duda por sus vinculaciones familiares con Manuel de Herrera y Obes, su primo hermano.
En 1844 dimitió del Ministerio, después de un conflicto con el gobierno, y fue deportado a Río de Janeiro junto a su hermano Manuel. Vivió allí un año con estrecheces, pero en 1845 fue llamado por el presidente del Gobierno de la Defensa, Joaquín Suárez, quien lo ascendió a general y le encargó el mando total de las tropas de intramuros.
En febrero de 1846 fue designado para integrar la Asamblea de Notables que ofició junto al Consejo de Estado como Poder Legislativo.
Discrepante con la situación creada por la reaparición de Rivera ese año, que culminó en un motín militar, renunció a sus cargos el 2 de abril y se asiló en un barco francés que lo llevó nuevamente a Río de Janeiro.
En 1849 Manuel Herrera y Obes lo designó ministro plenipotenciario en Francia; el objetivo, casi desesperado, era convencer al gobierno francés de que no retirase el apoyo a la causa de la Defensa. Pacheco fue recibido por el Parlamento francés, ante el cual pronunció un brillante alegato – en correcto francés y con inusual energía-, en el que no faltaron juicios favorables para los adversarios de su causa. En cierto momento de su discurso aprecio que algunos diputados conversaban y se reían. Entonces se dirigió a ellos recriminándoles su descortesía y su indiferencia ante el drama de otros pueblos («En nuestras guerras se muere, señores. ¿Es que acaso en las vuestras se hace otra cosa?»). Pese a haber causado excelente impresión, no obtuvo ayuda concreta. Se vinculó con sectores intelectuales que realizaron una fuerte propaganda a favor de la causa de la Defensa en el lejano y exótico Río de la Plata. Su amistad con el célebre escritor Alejandro Dumas (padre) motivo la aparición de un opúsculo titulado Montevideo o la nueva Troya; es suposición general que Pacheco y Obes lo redactó y Dumas solo puso la firma. Signada la paz de octubre de 1851, que puso fin a la Guerra Grande, regresó a Uruguay. No sin antes realizar una parada en Río de Janeiro y mantener una cordial entrevista con Rivera.

## Los Conservadores y el Motín de Pacheco
En Montevideo se vinculó al sector de los conservadores colorados y les cupo responsabilidad del motín de 18 de julio de 1853. Cuando estalló el inesperado enfrentamiento entre la Guardia Nacional (de mayoría blanca, y según se dice, desarmada) y el 2.º Batallón de Cazadores liderado por el mercenario español León de Palleja, promotor de la asonada, Melchor Pacheco se presentó ante el presidente Juan Francisco Giró, que estaba reunido con el cuerpo diplomático, y le dijo que había estallado un motín que el personalmente desaprobaba, pero que tenía obligaciones que no podía desconocer con sus compañeros en armas, a los que iba a sumarse a tratar de restablecerlos en el orden. Era un golpe con formas amables que comenzó a gestar el derrocamiento de Giro, y seguramente fue el mismo Melchor Pacheco y Obes que inició el motín, por eso y por buscar conciliaciones entre los Blancos y los Colorados a la hora del motín, el motín, recibió el nombre por la histografía uruguaya de «El Motín de Pacheco».
Luego del motín, el presidente aceptó nombrar dos ministros colorados, exigencia de los “conservadores”, y Juan Francisco Giró puso frente al cargo de los dos ministerios pedidos a Manuel Herrera y Obes en el Ministerio de Hacienda y Venancio Flores en el Ministerio de Guerra y Marina. Pero el 24 de septiembre, después de que Flores requiriera a su vez que se nombrasen tres jefes políticos colorados, Giro dimitió y se asilo en la embajada de Francia. Para entonces Pacheco había adoptado una posición claramente subversiva. Fue uno de los principales impulsores de la constitución del Triunvirato que sucedió a Giro y fue premiado con el cargo de jefe del Estado Mayor del Ejército, lo que ponía en sus manos el poder militar.

## Sus últimos años
Pero este valía poco ante la creciente influencia del caudillo Flores, que a la muerte de Lavalleja y Rivera quedó a cargo del Poder Ejecutivo. No se entendió con el nuevo mandatario y presentó la renuncia. Dirigió por algunos meses el periódico El Nacional, pero en mayo de 1854 abandonó el país y se radicó en Buenos Aires. Falleció el 21 de mayo de 1855, fue enterrado en Montevideo y sus restos están en el Panteón Nacional. Pacheco y Obes, al que José E. Rodó consideraba la figura más fascinante de la historia uruguaya, fue un militar que se destacó más como organizador, orador y periodista que como soldado.
Se casó dos veces, en primeras nupcias con Manuela Texera (de la que tuvo un hijo llamado Máximo) y luego de enviudar contrajo enlace con Matilde Stewart Aguell, hermana de Duncan Stewart, con quien no tuvo descendencia.